# Arsenij Trynoschenko
Arsenij Serhijowytsch „ceh9“ Trynoschenko (ukrainisch Арсеній Сергійович Триноженко; * 3. Januar 1989) ist ein ehemaliger ukrainischer E-Sportler in der Disziplin Counter-Strike 1.6 und Counter-Strike: Global Offensive.

## Karriere

### Counter-Strike 1.6
Trynoschenko begann seine professionelle Karriere 2009 beim Team pro100. Von Oktober bis November spielte er für KerchNET. Nachdem ab Dezember für Arbalet UA gespielt hatte, wechselte er im Februar zum ukrainischen Team Natus Vincere.
Mit Navi konnte er 2010 die Intel Extreme Masters IV, das ESWC 2010, die Arbalet Dallas 2010, die World Cyber Games 2010 und die DreamHack Winter 2010 gewinnen. Außerdem erzielte er bei der Arbalet Europe 2010 den zweiten und bei der IEM V Global Challenge Shanghai den dritten Platz.
2011 gewann er die Intel Extreme Masters V und die Adepto BH Open 2011. Überdies erreichte er den zweiten Platz bei der Samsung Euro Championship 2011 und der ESWC 2011 - Counter-Strike 1.6. Zudem beendete er die DreamHack Summer 2011, die WEG e-Stars 2011 und die MSI Beat it 2011 at DreamHack Winter auf dem dritten Rang.
Im folgenden Jahr siegte Trynoschenko bei der IEM VI Global Challenge Kiev und der Techlabs Cup 2012 Moscow. Außerdem erzielte er bei der Intel Extreme Masters VI, den Copenhagen Games 2012, der DreamHack Summer 2012, der GameGune 2012 und der Pro Gamer Series Exponor 2012 den zweiten Platz.

### Counter-Strike: Global Offensive
Im November 2012 wechselte er zusammen mit seiner Organisation in die Disziplin Counter-Strike: Global Offensive. 2013 erreichte er bei der StarLadder StarSeries VI den zweiten Rang. Zudem erzielte er bei der StarLadder StarSeries V und der Techlabs Cup 2013 Finals den dritten Rang. Trynoschenko spielte außerdem das Turnier DreamHack Winter 2013, welches zugleich auch das erste Major-Turnier war. Nach zwei Niederlagen beendete er es mit seinem Team auf dem 13.–16. Platz. Im Dezember 2013 verließ er Natus Vincere, wobei dies auch seine letzte Station als aktiver Spieler war. Als Ersatzspieler spielte er 2014 sein letztes großes Turnier, wobei er die ESEA Season 16 - Global Invite Division auf dem vierten Platz beendete.
Nachdem er das Team verlassen hatte, war er zunächst als Streamer für Natus Vincere aktiv. Ab 2015 war er zudem auch als Kommentator in einzelnen Turnieren der Disziplin Counter-Strike: Global Offensive im Einsatz. Im April schloss er sich dem Team pro100 als Assistenztrainer an, für welches er bereits 2009 aktiv gespielt hatte. Von Dezember 2018 bis März 2019 war Trynoschenko der Trainer für das Team. Nachdem er pro100 verlassen hatte, konzentrierte er sich auf seine Aktivität als Streamer, Webvideoproduzent und Kommentator.

## Sonstiges
Trynoschenko schloss ein Studium an der nationalen polytechnischen Universität Lwiw mit dem Bachelor ab. Sein Nickname ist eine Anspielung auf den russischen Lyriker Sergei Jessenin.